# Тьерра-де-Камерос

Тьерра-де-Камерос (исп. Tierra de Cameros)  — район (комарка) в Испании, входит в провинцию Риоха в составе автономного сообщества Риоха.

## Муниципалитеты
1. Альмарса-де-Камерос
2. Рибавельоса
3. Эль-Расильо-де-Камерос
4. Гальинеро-де-Камерос
5. Лумбрерас
6. Эль-Оркахо
7. Сан-Андрес (Ла-Риоха)
8. Вента-де-Пикерас
9. Нестарес
10. Ньева-де-Камерос
11. Монтемедияно
12. Ортигоса-де-Камерос
13. Пеньялоссинтос
14. Пинильос
15. Прадильо
16. Торресилья-эн-Камерос
17. Вигера
18. Кастаньярес-де-лас-Куэвас
19. Эль-Пуэнте (Вигера)
20. Пансарес
21. Вильянуэва-де-Камерос
22. Альдеануэва-де-Камерос
23. Вильослада-де-Камерос
24. Монтенегро-де-Камерос (Сория)
25. Ахамиль
26. Ларриба
27. Торремуния
28. Кабесон-де-Камерос
29. Орнильос-де-Камерос
30. Халон-де-Камерос
31. Лагуна-де-Камерос
32. Леса-де-Рио-Леса
33. Муро-эн-Камерос
34. Рабанера
35. Сан-Роман-де-Камерос
36. Авельянеда (Камерос)
37. Монтальво-эн-Камерос
38. Санта-Мария-эн-Камерос
39. Вадильос (Камерос)
40. Вальдеосера
41. Велилья
42. Сото-эн-Камерос
43. Луэсас
44. Трегвахантес
45. Тревихано
46. Терроба
47. Торре-эн-Камерос